# 桂南野靛棵
桂南野靛棵（学名：Mananthes austroguangxiensis）为爵床科野靛棵属下的一个种。

## 扩展阅读
- 維基物種上的相關：桂南野靛棵